# Pasadena (Califórnia)
Pasadena é uma cidade localizada no estado americano da Califórnia, no condado de Los Angeles. Foi incorporada em 19 de junho de 1886. É o centro populacional e cultural do San Gabriel Valley e a 6ª cidade mais populosa do condado de Los Angeles.
Sediou a final da Copa do Mundo de Futebol de 1994. É também a cidade onde surgiu a banda Van Halen. Lá, também se passa uma história fictícia da série Goosebumps e o sitcom The Big Bang Theory, como também a série Brothers and Sisters. No filme 'Dizem por Aí', é onde mora a personagem de Jennifer Aniston. É também cenário do filme Project X.

## Geografia
De acordo com o Departamento do Censo dos Estados Unidos, a cidade tem uma área de 59,8 km², dos quais 59,5 km² estão cobertos por terra e 0,4 km² por água.

## Demografia
Segundo o censo nacional de 2020, a sua população é de 138 699 habitantes e sua densidade populacional é de 2 305,7 hab/km². Possui 59 551 residências, que resulta em uma densidade de 1 000,9 residências/km².

## Cidadãos notórios
- Julia Child (1912—2004), autora de livros de culinária e apresentadora de televisão.

## Marcos históricos
O Registro Nacional de Lugares Históricos lista 127 marcos históricos em Pasadena, dos quais cinco são Marcos Históricos Nacionais. O primeiro marco foi designado em 6 de maio de 1971 e o mais recente em 20 de novembro de 2020.
O Colorado Street Bridge e The Rose Bowl são marcos da cidade.

## Galeria de imagens

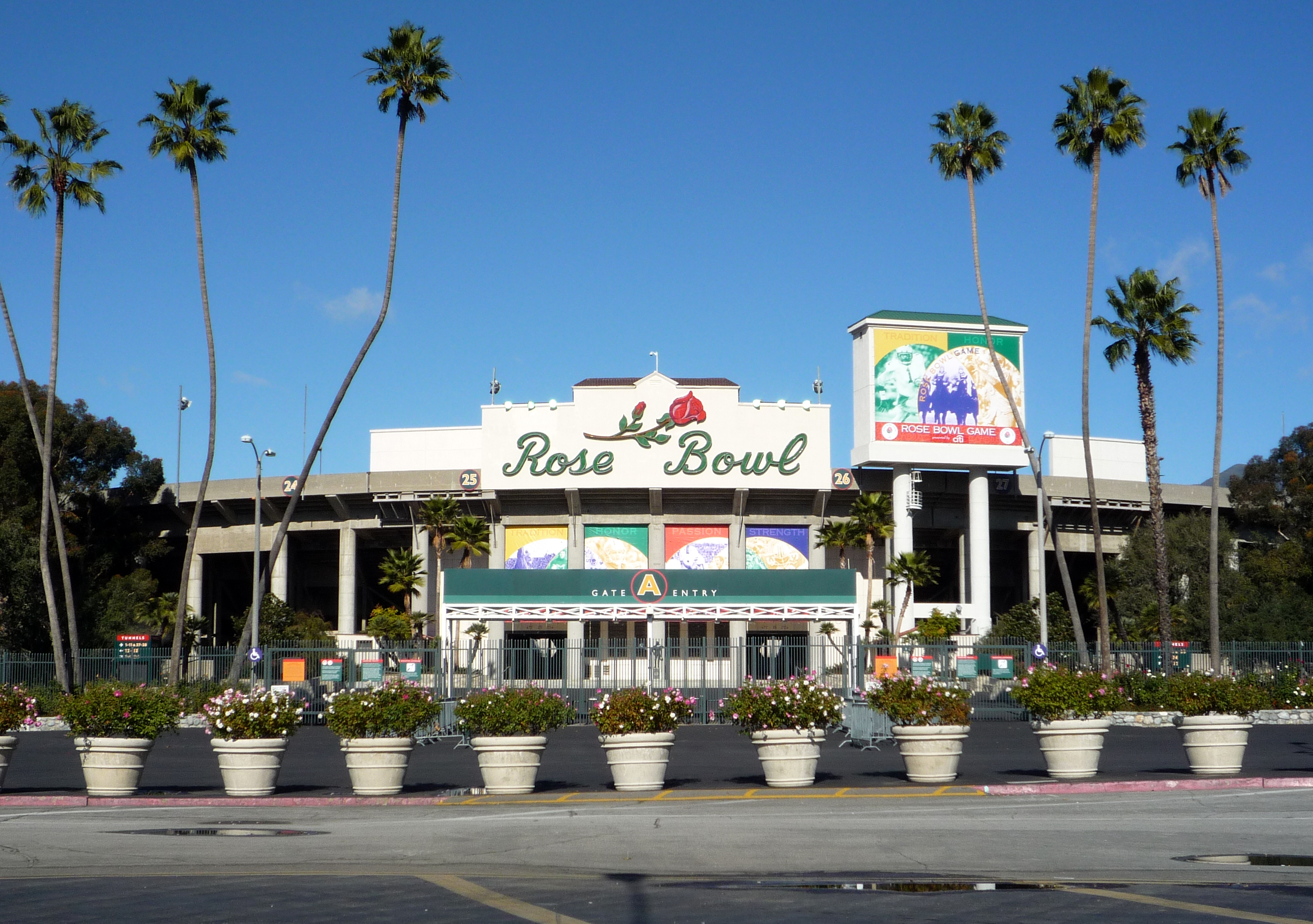
Estádio Rose Bowl.
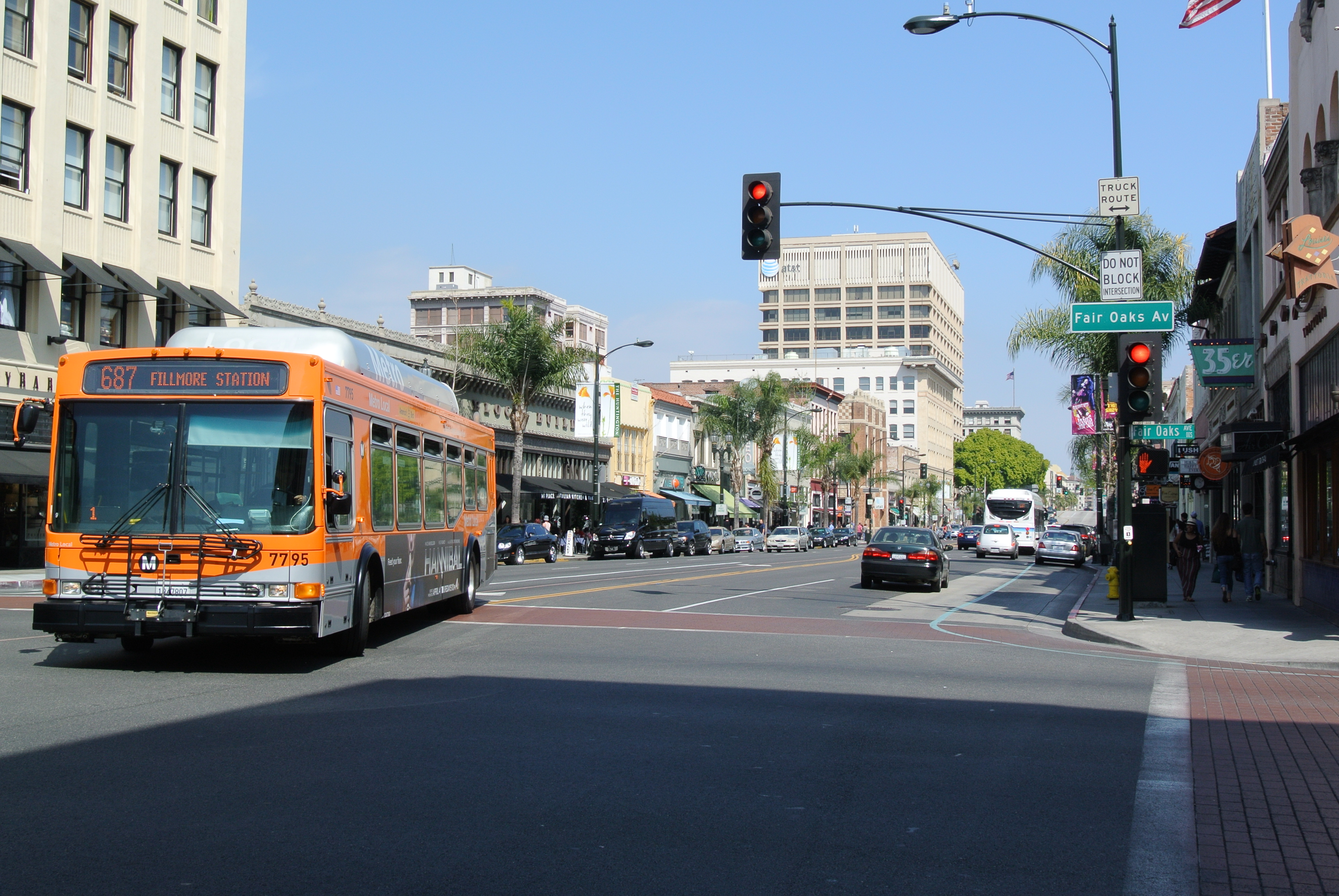
O centro